# George Knapp
George Knapp (sinh ngày 18 tháng 4 năm 1952) là một nhà báo điều tra truyền hình, biên tập viên và người dẫn chương trình phát thanh người Mỹ. Là người lâu năm trong ngành truyền thông Las Vegas, ông từng có thời gian làm việc tại KLAS-TV và cũng là người thường xuyên chủ trì chương trình phát thanh Coast To Coast AM diễn ra vào buổi tối Chủ nhật/sáng thứ Hai. Ông nổi tiếng với công việc điều tra các báo cáo về UFO là một chủ đề thường xuyên của chương trình Coast to Coast. George Knapp thường tổ chức Coast to Coast AM vào Chủ nhật thứ 3 và thứ 4 trong tháng và đôi khi là thứ 5.

## Thiếu thời
Chào đời tại Woodbury, New Jersey, Knapp lớn lên ở Bắc California và tốt nghiệp Trường Trung học Franklin tại Stockton, nơi ông giữ chức hội trưởng cấp cao. Ông có bằng cử nhân truyền thông của Đại học West Georgia và bằng thạc sĩ trong cùng lĩnh vực từ Đại học Thái Bình Dương. Ông dạy môn tranh luận và pháp y tại cả Đại học Thái Bình Dương và Đại học California, Berkeley.
Ông chuyển đến Las Vegas vào đầu những năm 1980, đầu tiên làm tài xế taxi trước khi được thuê làm thực tập sinh và sau đó là phóng viên tin tức tại một trạm PBS. Từ đó, Knapp được thuê làm phóng viên và biên tập viên cho KLAS.

## Sự nghiệp
Knapp nổi danh trên toàn quốc vào cuối những năm 1980 nhờ tường thuật câu chuyện về Bob Lazar, người tuyên bố đã làm việc với UFO của người ngoài hành tinh tại Khu vực 51 đầy bí ẩn. Do một phần phát hiện ra bằng chứng của Knapp chứng thực một số tuyên bố của Lazar, câu chuyện của Knapp về Lazar được thực hiện nghiêm túc hơn vấn đề UFO thông thường. Năm 1990, những câu chuyện của Knapp về Lazar đã giành được giải thưởng "Thành tựu Cá nhân của một Nhà báo" từ hãng United Press International. Tuy nhiên, với "sự hổ thẹn muôn đời" của Knapp, cũng trong thời đại này đã công khai những tuyên bố của nhà lý thuyết âm mưu Bill Cooper, người mà Knapp coi là ít đáng tin cậy hơn Lazar.
Năm 1991, Knapp bỏ KLAS sang làm việc cho hãng Altamira Communications, một công ty quan hệ công chúng mà khách hàng bao gồm những người ủng hộ kho lưu trữ chất thải hạt nhân núi Yucca 90 dặm (140 km) về phía bắc Las Vegas. Knapp được KLAS-TV tuyển lại vào giữa những năm 1990 khi ông rời khỏi công ty quan hệ công chúng. Ông từng phụ trách một chuyên mục mang tên "Knappster" cho các tuần báo hiện không còn tồn tại là Las Vegas Mercury và Las Vegas CityLife.
Vào cuối những năm 1990 và đầu những năm 2000, Knapp đã làm việc với nhóm hiện không còn tồn tại là Viện Khoa học Khám phá Quốc gia (NIDS). do doanh nhân Las Vegas Robert Bigelow thành lập, NIDS được giao nhiệm vụ nghiên cứu khoa học các hiện tượng bất thường với các nhà khoa học và tài trợ. Dựa trên công việc của mình với NIDS và nhà hóa sinh Colm Kelleher, Knapp đã công khai cái gọi là Trang trại Skinwalker ở phía đông bắc Utah, mà những sự kiện kỳ lạ được cho là đã xảy ra tại nơi đây.

## Giải thưởng
Năm 2004, Knapp đã đoạt Giải Edward R. Murrow cho câu chuyện về gian lận phiếu bầu ở Quận Clark, Nevada. Ông cũng giành được hơn một chục Giải Emmy và một số giải thưởng viết báo từ hãng tin Associated Press. Bên cạnh đó, Knapp và phóng viên ảnh Matt Adams được ghi nhận công lao của họ trong loạt bài điều tra Crossfire: Water, Power, and Politics được trao Giải thưởng Peabody năm 2008.

## Phúc lợi động vật
George Knapp đã quan tâm đến phúc lợi động vật kể từ khi bắt đầu sự nghiệp báo chí. Kể từ lúc thỉnh thoảng tổ chức Coast to Coast AM, ông còn chủ trì một buổi phát sóng phúc lợi động vật hàng năm liên quan đến các vấn đề, sự phát triển của luật pháp, hành động tàn ác đối với động vật và các nỗ lực phục hồi môi trường. Chương trình phát sóng năm 2016 bao gồm nhiều vấn đề khác nhau, bao gồm săn tìm chiến lợi phẩm ngựa và săn ngựa đánh dấu kỷ niệm gần một năm kể từ khi xảy ra vụ giết sư tử Cecil và hậu quả của vụ việc vẫn còn gây ra vào ngày diễn ra chương trình.